# Luca Manca (cantante)
Luca Manca, all'anagrafe Gianluca (Milano, 18 ottobre 1968), è un cantante e musicista italiano.

## Biografia
È approdato in TV grazie a Massimo Luca (storico chitarrista di Lucio Battisti), con la produzione di Mara Maionchi ed Alberto Salerno.
In seguito alla vittoria di un apposito concorso nell'ambito di Domenica In, ha partecipato al Festival di Sanremo 1993 nella Sezione Giovani con Ci vuole molto coraggio, cantata insieme agli altri tre finalisti della selezione, ovvero Luca Virago, Emanuela Pellegrino e Gabriele Fersini.
Dopo quella breve esperienza nella musica leggera si è laureato in Economia Aziendale e ha perseguito una carriera in finanza.